# Micrasema asajjanam
Micrasema asajjanam är en nattsländeart som beskrevs av Schmid 1992. Micrasema asajjanam ingår i släktet Micrasema och familjen bäcknattsländor. Inga underarter finns listade i Catalogue of Life.